# Josef Minichthaler
Josef Minichthaler (* 28. November 1869 in Wien; † 21. März 1945 in Markt Piesting, Österreich) war ein österreichischer römisch-katholischer Priester und katechetischer Autor.

## Leben
Minichthaler wuchs als Sohn eines Maurerpoliers auf, studierte Theologie an der Universität Wien und wirkte nach seiner Priesterweihe unter anderem von 1889 bis 1899 als Pfarrer von Pottenhofen sowie von 1899 bis 1903 als Spiritual am Knabenseminar Hollabrunn. Nach seiner Berufung zum Pfarrer und Dechant von Markt Piesting erfolgte 1920 die Ernennung zum Ehrendomherrn des Stephansdoms. Minichthalers Publikationen fokussieren seinen katechetischen Eifer, der sich besonders um die religiös-sittliche Bildung von Kindern und Jugendlichen, um die religiöse Erneuerung der Familien sowie um das volksliturgische Apostolat bemühte.

## Veröffentlichungen (in Auswahl)
- Schönheit und Wert des Heiligen Meßopfers. Die Heilige Messe in der überlieferten Form leichtfaßlich und liturgisch dargestellt. Verlagsbuchhandlung Sabat, Kulmbach 2020, ISBN 978-3-943506-77-8.
- Heilige in Österreich. Innsbruck, Tyrolia 1935.
- Handbuch der Volksliturgie. Pustet, Regensburg 1931.
- Heute ist diesem Hause Heil widerfahren. Handbüchlein der feierlichen Familienweihe an das göttliche Herz Jesu. Ars sacra, München 1930.